# 雅克·拉比亚迪埃
雅克-朱利安·侯托烏·德·拉比亚迪埃（Jacques-Julien Houtou de Labillardière，1755年—1834年）为法国自然学家。他描述了大量澳大利亚植物。

## 所命名的分類
（列表可能不完整）
- 1个雅克·拉比亚迪埃命名的生物分类